# Краешки говор
Краешкият говор е български диалект, представител на преходната група югозападни говори. Говори се в Кюстендилско краище, сред населението намиращо се предимно на територията на община Босилеград. Преходен говор между няколко диалекта и не е еднороден по своите характеристики, а може да се раздели на няколко подговора, в зависимост от застъпването на праславянските *tj и *dj:
- ч—дж подговор: ноч (нощ), вèджи (вежди)
- к’—г’ подговор: нок’ (нощ), вèг’и (вежди)
- шт—жд подговор: ношт (нощ), вежди (вежди)

## Характерни особености
- Застъпници на стб. ѫ са
  - предимно у в ч—дж и к’—г’ подговорите – зуп (зъб).
  - предимно а в шт—жд подговора – зап (зъб).
- Застъпници на стб. ъ са
  - предимно ъ в (ч—дж и к’—г’ подговорите) – сън (сън).
  - в по-редки случаи о и а – бòчва (бъчва), кàсно (късно).
- Застъпници на стб. ь са
  - е (в по-източните краища) – ден, пес
  - ъ (в селищата към Трън и границата) – дън (ден), стàръц (старец)
  - колебание ъ-е (при кюстендилските села) – дън—ден, тъ̀нък—тèнок.
- Сричкотворните р и л се изговарят винаги като ръ и лъ: гръ̀ло (гърло), жлът (жълт). Само ако е след устнена съгласна, лъ-групата се изговаря като у: вук, пу (плъх)
- Липса на звук х: леп (хляб), орà (орах)
- Озвучаване на ф до в във всички положения: вỳрн’а (фурна), кòва (кофа)
- В 1 л. ед. ч. сег. време глаголите окончават само на -м, във всички спрежения, например плетèм (плета).
- В 1 л. мн. ч. сег. време глаголите окончават
  - на -мо (предимно в к’—г’ подговора) – плетèмо (плетем).
  - на -ме (останалите подговори) – плетèме (плетем).
- В 3 л. мн. ч. сег. време глаголите окончават
  - на -ев (предимно в к’—г’ подговора): плетèв (плетат)
  - на -а (предимно в шт—жд подговора): плетà (плетат)
  - на -ат, -ът (предимно в ч—дж подговора): плетъ̀т—плетàт (плетат)
- Членуването за м. р. ед. ч. е
  - -ат (к’—г’ подговор)
  - -ът (по-северните селища)
  - -от (отделни селища)
  - -о (Босилеградско)